# Orbiniidae
Orbiniidae är en familj av ringmaskar. Orbiniidae ingår i klassen havsborstmaskar, fylumet ringmaskar och riket djur. Enligt Catalogue of Life omfattar familjen Orbiniidae 178 arter. 

## Dottertaxa till Orbiniidae, i alfabetisk ordning[1][2]
- Aricia
- Berkeleyia
- Califia
- Clytie
- Falklandiella
- Haploscoloplos
- Leitoscoloplos
- Leodamas
- Methanoaricia
- Microrbinia
- Nainereis
- Naineris
- Orbinella
- Orbinia
- Orbiniella
- Pararicia
- Pettibonella
- Phylo
- Phylodamas
- Porcia
- Proscoloplos
- Protoaricia
- Protoariciella
- Questa
- Schroederella
- Scolaricia
- Scoloplella
- Scoloplos
- Scoloplosia
- Uncorbinia
- Uschakovius